# El armario del tiempo
El armario del tiempo es una película animada española de 1971 dirigida por Rafael Vara basada en las historietas de Mortadelo y Filemón y protagonizada por estos personajes. El guion de la película es de los mismos que también animaron a la pareja en los cortometrajes. El argumento narra la llegada de Chiflágoras, un primo de Filemón que ha traído un invento que tiene la capacidad de hacer viajes en el tiempo. La película es la unión de siete cortometrajes realizados por los mismos. La película tuvo éxito, sobre todo entre los más pequeños, lo que provocó que se publicara un libro ilustrado con los fotogramas y un texto inspirado en el guion. A pesar de ello el autor de la historieta criticó la obra.

## Sinopsis
Mortadelo y Filemón reciben la sorprendente visita del primo hiperactivo de Filemón: el profesor "Chiflágoras", que trae un invento revolucionario: un armario aparentemente normal que tiene la capacidad de realizar viajes en el tiempo. El argumento se encuentra formado por los siguientes cortometrajes:

### El armario del tiempo
Estrenado en 1970.
Mortadelo y Filemón se encuentran tranquilamente en el piso, aunque tienen incidentes como un error del primero que en vez de enchufar la radio conecta un magnetofón con una broma grabada de un amigo suyo que provoca que Filemón realice locuras para ganar dinero y un teléfono explosivo que provoca que se cambien de piso por la destrucción del anterior. De repente llega el primo Chiflágoras que le presenta su invento, el armario del tiempo, y le muestra cómo se utiliza, pero no funciona del modo deseado y provoca que salgan del armario hasta diplodocus.

### Waterloo
Estrenado en 1970.
Doña Úrsula, vecina chismosa de los dos agentes, va al comisario a explicarle lo ocurrido, el comisario no le cree y Úrsula le lleva a casa pero lo que ven es a Mortadelo sacando una casaca, lo que hace que el comisario no la tome en serio, el problema es que es de Napoleón Bonaparte, quien aparece para volver a conseguirla pero el problema es que descubre que perdió la batalla de Waterloo y ahora no quiere volver. El emperador al final acepta regresar pero después de la batalla. Los dos agentes junto con Chiflágoras le preparan una trampa para enviarlo de vuelta pero se equivocan y mandan a su vecina que iba a visitarlos.

### El Yeti
Estrenado en 1970.
Los agentes recuperan a su vecina y devuelven a Napoleón, doña Úrsula vuelve a comisaría a volver loco al comisario y los demanda, mientras declara, su primo y Mortadelo quieren hacerle un obsequio pero este último toca un botón y provoca que llegue el Yeti quien provoca el caos. Cuando Filemón llega con el comisario no lo encuentran y el agente se marcha, al salir se encuentra con doña Úrsula pero sale corriendo, ella entra en la casa y ve al Yeti al que le pega una paliza, que hace que él mismo se meta en el armario. El Yeti recibe el premio de "hippy más grande del mundo". Filemón y Chiflágoras persiguen a Mortadelo hasta Groenlandia.

### Misión increíble
Estrenado en 1970.
De vuelta de Groenlandia llega un loro con un mensaje que ordena destruir un almacén de aspirinas radiactivas en Pepeslavia, para llegar allí utilizan el armario pero no sale como esperaban al caer Mortadelo sobre el polvorín del cuartel general. Finalmente destruirán toda la ciudad pero el cuartel donde se encuentran las aspirinas queda intacto.

### Los impostores
Estrenado en 1970.
Llega la banda del "Lince" haciéndose pasar por los dos agentes, Chiflágoras descubre que le van a robar pero cree que son los agentes y no unos impostores, los agentes llegan cuando lo están robando e intentar evitarlo destruyendo el armario en el proceso. Entran en la casa y descubren a los impostores cayendo Mortadelo también en la trampa al atacar el impostor de Filemón. Chiflágoras consigue que salgan los impostores pero el piso acaba medio en ruinas y Filemón en un psiquiátrico (debido a la confusión mental al ver a dos Mortadelos) hasta que lee un artículo donde se explica la historia. Se descubre que el armario destruido era falso.

### El conde Mácula
Estrenado en 1971.
Los tres se van a vivir debajo de un puente. Mortadelo observa un pasado donde ve al Conde Mácula relatando sus memorias, se irán al castillo del conde para hacerse con sus memorias. Los dos agentes descubren que tiene una maldición y que suele beber mucho vino antes de dormirse, cambian las botellas por agua y lo desencantan, pero Mortadelo pierde las memorias.

### Maxiaventura bajo el mar
Estrenado en 1971.
Los tres protagonistas se van a Acualandia para salvar a los sabios amigos de Chiflágoras, haciendo que va a enseñar a Mórtilus el armario, para desplazarse hasta allí van en el nuevo invento de Chiflágoras, el sub-anchovies, capaz de volar e ir bajo el agua. Apresan al malvado Mórtilus pero al querer enviarle a la prisión se equivocan en numerosas ocasiones lo que provoca que se apague la luz y Mortadelo pulse el botón de destrucción, acabando todos en el espacio persiguiendo a Mortadelo.

## Producción
En 1965, el madrileño Rafael Vara contrató a Amaro Carretero para realizar trabajos de animación, éste le sugirió realizar un cortometraje basado en los personajes de Francisco Ibáñez, Vara aceptó y llegó a un acuerdo con el autor de la obra, y Carretero realiza el corto titulado Mortadelo y Filemón, agencia de información (nombre que tenía la historieta en aquel momento). El corto conseguiría el premio  Platero de plata en el Festival de Cine de Gijón, que haría que se presentase al año siguiente otro corto en el mismo festival llamado Carioco y su invención que se alzaría también con el premio. Tras el éxito de los dos cortometrajes, Rafael Vara creó, en ese mismo año, la empresa Dacor que se encargaría de la realización de los cortometrajes hasta 1970, uno de ellos Un marciano de Rondón volvería a alzarse con el premio. Se realizó por temas económicos, una unión de todos los cortometrajes en tres largometrajes, y uno de ellos sería esta película, en donde se incluyeron dos cortometrajes más para el largometraje: Conde Mácula y Maxiaventura en el mar. Otra modificación fue en la banda sonora, ya que el encargo de dirigirla en los anteriores proyectos había sido Rafael Ibarbia, y en este fue Ramón Femenías.

## Reparto
José Martínez Blanco, Víctor Ramírez, José Moratalla, Joaquín Escola, Lola Cervantes, José María Cordero y Salvador Arias son los encargados de poner la voz a los distintos personajes de la trama. El primero da voz a seis personajes; Filemón, su impostor, el gato de doña Úrsula, al gran Mórtilus, que es un villano que quiere hacerse con el invento, Napoleón  y el loro del servicio secreto; el segundo da voz a Mortadelo y su impostor; el tercero se encarga de ponerla al primo loco de Filemón, Chiflágloras; el cuarto pone voz al comisario, quien está harto de las denuncias de doña Úrsula, y al director; ella da voz a doña Úrsula, vecina chismona de los dos agentes; y los dos últimos se encargan de las voces adicionales junto con Escola y Martínez Blanco. El doblaje se llevó a cabo en los estudios Arcofón en Madrid.

## Recepción
Cuando se estrenó la serie de animación de 1994 basada en los personajes, Francisco Ibáñez criticó la película diciendo que «cuando se hizo en cine no le gustó nada, parecían sacos de patatas». A pesar de ello la crítica de la época valoró muy positivamente, el diario ABC dijo: «Muy apropiada para los más pequeños y divertida para los padres, bien realizada técnicamente y cuenta con un color brillante y vistoso». También resultó ser un éxito en taquilla al llevar a 718.769 espectadores lo que se traduce en 40.542.945 pesetas recaudadas. Si bien algunos autores como José María Candel Crespo califican a la película repetitiva con una animación simple y sin movimiento. El título de la película dio a entender a algunos críticos un significado de homosexualidad de los personajes.